# 후지오카 노부카쓰
후지오카 노부카쓰(일본어: 藤岡 信勝, 1943년 10월 21일~)는 일본의 교육학자이다. 새로운 역사 교과서를 만드는 모임 결성 기자 회견을 통학 “이번에 검정을 통과한 7개 중학교 교과서는 증거가 불충분한 채 종군 위안부 의 강제연행설을 함께 채용했다”는 성명을 발표했다.이후 위안부를 다룬 영화 《주전장》에 출연해 국가는 그것이 진실이라고 해도 사죄하는 순간 끝입기에 어떤 국가를 막론하고 무슨 일을 벌였든 사죄를 강요받아서는 안 된다고 주장했다.